# Push (romance)

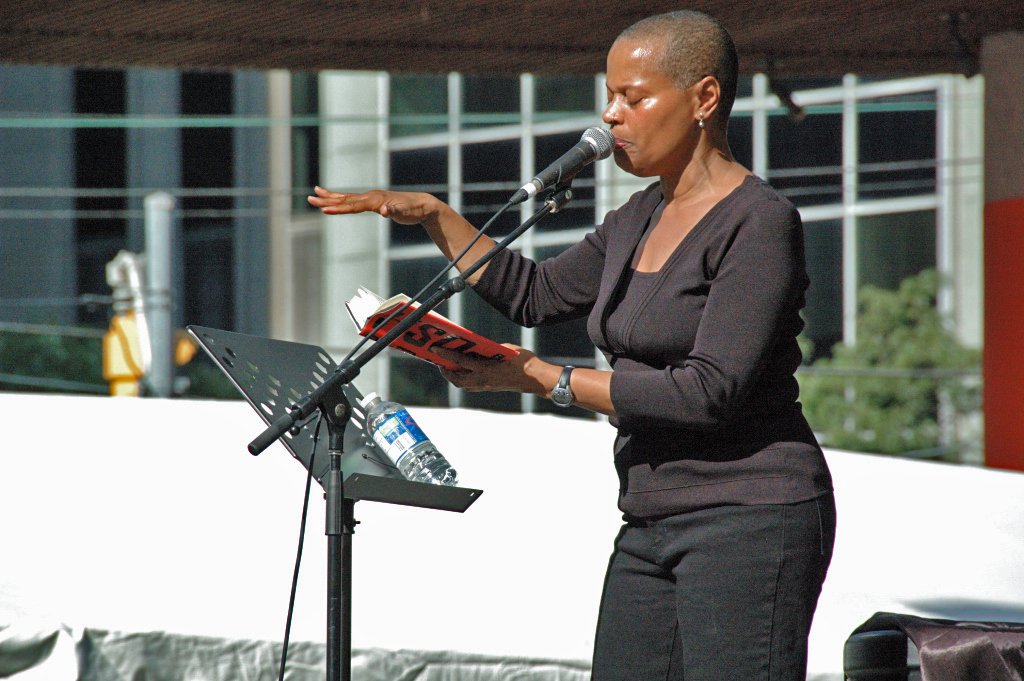
Sapphire, autora de Push

Push é o romance de 1996 da autora norte-americana Sapphire. Treze anos após o seu lançamento, foi adaptado para cinema, e recebeu seis indicações ao Oscar de 2010 nas categorias de Melhor Filme, Melhor Diretor (Lee Daniels), Melhor Edição, Melhor Atriz (Gabourey Sidibe), Melhor Atriz Coadjuvante (Mo'Nique) e Melhor Roteiro Adaptado, vencendo as duas últimas.